# Circuit Jules Tacheny
Circuit Jules Tacheny, auch Circuit de Mettet, ist eine Motorsport-Rennstrecke in dem Ort Mettet in der Provinz Namur in Belgien. Der Circuit Jules Techeny ist neueste permanente Rennstrecke in Belgien – neben Spa-Francorchamps und Zolder.

## Geschichte
Die Rennsportgeschichte in Mettet geht bis auf das Jahr 1927 zurück, als auf einem Straßenrundkurs südlich der Ortschaft erstmals ein Motorradrennen veranstaltet wurde. Dieser Circuit de Saint Donat benannte Straßenkurs wurde mehrfach bis auf eine maximale Länge von 8,368 km erweitert. In den 1950er Jahren war er Schauplatz diverser Formel-2-Rennen, die unter anderem Stirling Moss und Alberto Ascari gewinnen konnten. Hauptsächlich fanden dort jedoch Motorrad-Veranstaltungen statt.
1985 wurde die Strecke nach einer weiteren Modifikation nach dem aus Mettet stammenden belgischen Motorradrennfahrer Jules Tacheny umbenannt, der 1984 bei einem Verkehrsunfall in Floreffe ums Leben kam.
2006 erfolgte das letzte Rennen auf dem alten Straßenkurs, da die belgische Regierung 2004 angekündigt hatte, Straßenrennen zu verbieten. Daraufhin begannen die Planungen für eine neue, deutlich kürzere, permanente Rennstrecke. Diese wurde am 12. März 2010 eröffnet. Um die Region Charleroi wirtschaftlich zu fördern, wurde die Anlage größtenteils aus öffentlichen Mitteln der wallonischen Regierung finanziert.

## Streckenführung
Die Strecke ist nicht für internationale Großveranstaltungen wie die Formel 1 ausgelegt, sondern vor allem für kleine Rennkategorien und Trainings. Mit der längsten Geraden von nur 600 Metern ist die Strecke fahrtechnisch anspruchsvoll, da die Leistung der Rennfahrzeuge weniger ins Gewicht fällt als das fahrerische Können in den Kurvenkombinationen. Eine dieser Kombinationen (Schikane de Radigues) ist der Streckenführung der Corkscrew-Kurve in Laguna Seca nachempfunden.

## Veranstaltungen
Von 2014 bis 2018 fanden auch die belgischen Ralleycross-WM und -EM-Läufe auf der Strecke statt. Diese wechselten 2019 auf die neu erbaute Rallyecross-Arena nach Spa-Francorchamps.